# Amora Mautner
Amora Mautner (* 24. Mai 1975 in Rio de Janeiro) ist eine brasilianische Regisseurin und Schauspielerin.

## Leben und beruflicher Werdegang
Mautner wurde als Tochter des Sängers und Schriftstellers Jorge Mautner geboren. Sie begann ihre Karriere als Schauspielerin Anfang der 1990er Jahre in der Telenovela Vamp. Seit Mitte der 1990er Jahre arbeitet sie als Regisseurin für das brasilianische Fernsehen. Sie war mit dem Schauspieler Marcos Palmeira verheiratet, mit dem sie eine Tochter hat.

## Filmografie

### Regisseurin
- 1995 Malhação (Regieassistenz)
- 1997/1998 Anjo Mau (Regieassistenz)
- 1998 Dona Flor e Seus Dois Maridos (Regieassistenz)
- 1999 Andando nas Nuvens (Regieassistenz)
- 2000/2001 O Cravo e a Rosa
- 2001 Um Anjo Caiu do Céu
- 2002 Desejos de Mulher
- 2003 Agora É Que São Elas
- 2003/2004 Celebridade
- 2005 Mad Maria
- 2006 JK
- 2007 Paraíso Tropical
- 2008 Três Irmãs
- 2009 Cama de Gato
- 2010 As Cariocas
- 2011 Cordel Encantado
- 2012 Avenida Brasil

### Schauspielerin
- 1991/1992 Vamp (Telenovela)
- 1992 Você Decide (Serie, Episode Tabu)